# Jacques Tits
Jacques Léon Tits (Uccle, 12 agosto 1930 – Parigi, 5 dicembre 2021) è stato un matematico francese nato in Belgio.

## Biografia
Conosciuto per i suoi lavori sulla teoria dei gruppi, fu vincitore del Premio Wolf per la matematica nel 1993, della medaglia Cantor nel 1996, e del premio Abel nel 2008.
È morto il 5 dicembre 2021 all'età di 91 anni.